# Battaglia di Sempach
La battaglia di Sempach fu una battaglia combattuta a Sempach il 9 luglio 1386 tra la Vecchia Confederazione svizzera e il duca Leopoldo III d'Asburgo. La vittoria arrise ai cantoni svizzeri.
Fu la battaglia decisiva nella guerra di Sempach tra la Confederazione e il Ducato d'Austria, che durò dal 1385 al 1389. Nella storia svizzera, la battaglia di Sempach è considerata il culmine del conflitto tra Asburgo e Confederati durante le guerre svizzere-asburgiche. La vittoria della Confederazione portò al consolidamento della stessa e al crollo del potere della Casa d'Asburgo ai piedi degli Asburgo. Questo conflitto venne utilizzato dalle città di Lucerna, Berna e Soletta per espandere i loro territori.
La battaglia di Sempach, insieme ad altri violenti conflitti avvenuti nel XIII e XIV secolo, è intesa come una guerra di liberazione contro il dominio feudale asburgico. La battaglia è teatro della leggenda eroica di Arnold von Winkelried, che può essere fatta risalire al XVI secolo.

## Contesto
Nel 14º secolo, in quella che oggi è la Svizzera, emerse una rete di alleanze che doveva formare il nucleo della Vecchia Confederazione. Secondo i primi cronisti moderni, la confederazione fu creata nel 1291 con il cosiddetto giuramento del Grütli come alleanza tra Uri, Svitto e Untervaldo. Allo stato attuale delle conoscenze, tuttavia, non ci sono prove che il giuramento del Grütli sia effettivamente avvenuto. Tuttavia, è ancora parte integrante della storiografia popolare.
Nel 1332 la città di campagna asburgica di Lucerna concluse un'alleanza con i Waldstätte, con i quali i cittadini di Lucerna volevano assicurarsi militarmente. Sullo sfondo di una tensione con la Casa d'Asburgo, la città imperiale di Zurigo concluse un'alleanza con Lucerna e i Waldstätte nel 1351. La causa immediata del conflitto Zurigo-Asburgo fu che Zurigo, in risposta al rifiuto della sua offerta di alleanza alla Casa d'Asburgo, distrusse i castelli di Rapperswil che teneva dopo la notte dell'omicidio di Zurigo. Nel corso di questo conflitto, Zurigo, con l'aiuto dei suoi alleati, conquistò la cittadina asburgica di Zugo e Glarona, anch'essa appartenuta agli Asburgo, nel 1352, che furono costretti a stringere alleanze illimitate con Uri, Svitto, Untervaldo, Zurigo e Lucerna.
Nella parte occidentale dell'odierna Svizzera, un altro potente sistema di alleanze si era formato con la Confederazione burgunda attorno alla città imperiale di Berna. A causa della politica di espansione della città di Berna, c'erano grandi tensioni all'interno della Confederazione burgunda tra la città di Berna e i membri nobili della Confederazione burgunda. Quando Berna rifiutò di riconoscere Ludovico il Bavaro come imperatore del Sacro Romano Impero, scomunicato, perché era stato incoronato imperatore contro la volontà del papa, queste tensioni alla fine si intensificarono nella battaglia di Laupen, in cui la città di Berna si unì a un'alleanza composta dalla città asburgica di Friburgo, vari domini nobili e clericali dell'attuale Svizzera occidentale e della Contea di Savoia. Uri, Svitto e Untervaldo appoggiarono Berna a causa di un'alleanza temporanea conclusa nel 1323. Nel 1353 la città di Berna concluse finalmente un'alleanza eterna con Uri, Svitto e Untervaldo. Sebbene in questo momento non ci fossero alleanze tra Berna e le città di Lucerna e Zurigo, questa data è generalmente considerata nella storiografia svizzera come l'adesione di Berna alla Confederazione Svizzera.
| Alleanze eterne (Bundesbriefe) tra gli 8 cantoni (Berna, Zurigo, Lucerna, Uri, Svitto, Untervaldo, Zugo, Glarona) al tempo della battaglia di Sempach (le località che facevano parte della rispettiva alleanza all'anno indicato sono contrassegnate da un "+") | Alleanze eterne (Bundesbriefe) tra gli 8 cantoni (Berna, Zurigo, Lucerna, Uri, Svitto, Untervaldo, Zugo, Glarona) al tempo della battaglia di Sempach (le località che facevano parte della rispettiva alleanza all'anno indicato sono contrassegnate da un "+") | Alleanze eterne (Bundesbriefe) tra gli 8 cantoni (Berna, Zurigo, Lucerna, Uri, Svitto, Untervaldo, Zugo, Glarona) al tempo della battaglia di Sempach (le località che facevano parte della rispettiva alleanza all'anno indicato sono contrassegnate da un "+") | Alleanze eterne (Bundesbriefe) tra gli 8 cantoni (Berna, Zurigo, Lucerna, Uri, Svitto, Untervaldo, Zugo, Glarona) al tempo della battaglia di Sempach (le località che facevano parte della rispettiva alleanza all'anno indicato sono contrassegnate da un "+") | Alleanze eterne (Bundesbriefe) tra gli 8 cantoni (Berna, Zurigo, Lucerna, Uri, Svitto, Untervaldo, Zugo, Glarona) al tempo della battaglia di Sempach (le località che facevano parte della rispettiva alleanza all'anno indicato sono contrassegnate da un "+") | Alleanze eterne (Bundesbriefe) tra gli 8 cantoni (Berna, Zurigo, Lucerna, Uri, Svitto, Untervaldo, Zugo, Glarona) al tempo della battaglia di Sempach (le località che facevano parte della rispettiva alleanza all'anno indicato sono contrassegnate da un "+") | Alleanze eterne (Bundesbriefe) tra gli 8 cantoni (Berna, Zurigo, Lucerna, Uri, Svitto, Untervaldo, Zugo, Glarona) al tempo della battaglia di Sempach (le località che facevano parte della rispettiva alleanza all'anno indicato sono contrassegnate da un "+") | Alleanze eterne (Bundesbriefe) tra gli 8 cantoni (Berna, Zurigo, Lucerna, Uri, Svitto, Untervaldo, Zugo, Glarona) al tempo della battaglia di Sempach (le località che facevano parte della rispettiva alleanza all'anno indicato sono contrassegnate da un "+") | Alleanze eterne (Bundesbriefe) tra gli 8 cantoni (Berna, Zurigo, Lucerna, Uri, Svitto, Untervaldo, Zugo, Glarona) al tempo della battaglia di Sempach (le località che facevano parte della rispettiva alleanza all'anno indicato sono contrassegnate da un "+") |
| Anno | Uri | Svitto | Untervaldo | Lucerna | Zurigo | Zugo | Glarona | Berna |
| --- | --- | --- | --- | --- | --- | --- | --- | --- |
| 1291 | + | + | + | | | | | |
| 1315 | + | + | + | | | | | |
| 1332 | + | + | + | + | | | | |
| 1351 | + | + | + | | + | | | |
| 1352 | + | + | + | | + | | + | |
| 1352-65 | + | + | + | + | + | + | | |
| 1353 | + | + | + | | | | | + |

Quando l'Impero Asburgico, con Leopoldo III, fu diviso nel Trattato di Neuberg nel 1379, oltre alla Stiria, alla Carinzia, alla Carniola e al Tirolo, furono assegnate anche le terre dell'Austria Anteriore asburgiche, che consistevano nei possedimenti asburgici nell'attuale Svizzera e nel Vorarlberg. L'obiettivo di Leopoldo era quello di stabilire un collegamento tra i suoi frammentati possedimenti ai piedi delle colline e la Contea del Tirolo attraverso un'attiva politica di acquisizioni. Per assicurarsi il collegamento con la città asburgica di Friburgo, acquisì il pegno delle città di Nidau, Büren e Altreu (nell'attuale comune di Selzach). Per garantire il collegamento con l'Alsazia, portò il passo dell'Hauenstein sotto il suo controllo. Tuttavia, questa politica territoriale si scontrò con gli interessi delle città dell'attuale Svizzera, che all'epoca stavano cercando di espandere i loro territori. Leopoldo subì una prima battuta d'arresto nella guerra di Burgdorf (1383-1384), in cui la città di Berna conquistò le città strategicamente importanti di Burgdorf e Thun dai Neu-Kyburgs, un ramo degli Asburgo.
Inizialmente, la politica territoriale delle città consisteva nell'acquisto, sequestro o infeudamento di nuove aree. Tuttavia, le città iniziarono presto ad ampliare il loro territorio concedendo diritti di castello e accogliendo gli asburgici, cosa vietata dalle leggi imperiali dell'epoca. La conseguente erosione dei diritti della nobiltà portò a tensioni tra le città e la nobiltà.[5] In questo contesto, varie alleanze anti-asburgiche di città si formarono nella Germania meridionale. La più importante di queste fu la Lega di Costanza, nella quale le città di Berna, Zurigo, Zugo, Soletta e indirettamente anche Lucerna si allearono con numerose altre città della Germania meridionale nel 1385.